# هیروشی اوگوچی
هیروشی اوگوچی (انگلیسی: Hiroshi Oguchi; ۲۸ نوامبر ۱۹۵۰ – ۲۵ ژانویهٔ ۲۰۰۹) بازیگر، طبل‌زن، و طراح مد اهل ژاپن بود.